# Tysk-svenska handelskammaren

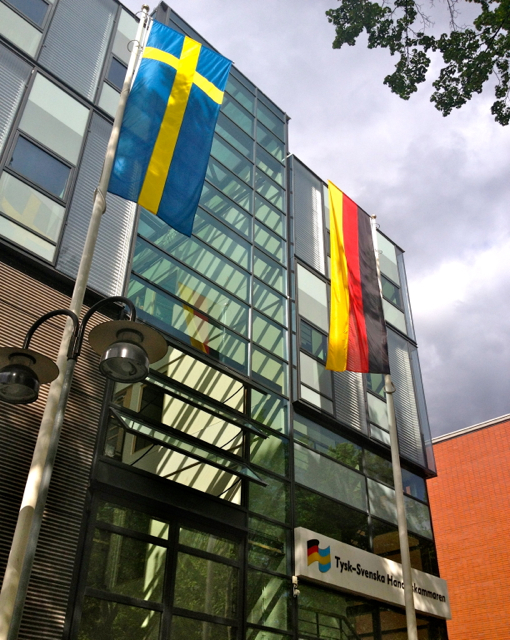
Tysk-Svenska handelskammarens kontor, Valhallavägen 185, Stockholm.

Tysk-Svenska Handelskammaren (TSHK, tyska: Deutsch-Schwedische Handelskammer) är en bilateral handelskammare för tyska och svenska företag. Handelskammaren grundades 1951 och har sedan dess skapat ett nätverk av beslutsfattare från företag, politik och organisationer. Uppdraget är att utveckla handeln mellan Tyskland och Sverige. Tysk-Svenska Handelskammaren är representant för Germany Trade and Invest i Sverige och samarbetar i Sverige med regionala handelskamrar, kommuner och näringslivsorganisationer.
Tysk-Svenska Handelskammaren är en del av det tyska utlandshandelskammarnätverket AHK (Auslandshandelskammern) med närvaro på 140 platser i över 90 länder. Tysk-Svenska Handelskammaren har också ett nära samarbete med de omkring 80 regionala handelskamrarna i Tyskland, som tillhör den tyska industri- och handelskammarorganisationen, IHK. Takorganisationen för de båda typerna av handelskamrar är Deutscher Industrie- och Handelskammertag, DIHK.
Tysk-Svenska Handelskammaren har omkring 1200 medlemsföretag i båda länderna. Verksamheten finansieras av medlemsavgifter samt kammarens tjänster riktade till företag som t.ex. etableringshjälp, redovisningstjänster och juridisk rådgivning. Huvudkontoret ligger på Valhallavägen 185 i Stockholm och det finns filialer i Malmö och Göteborg.
Tysk-Svenska Handelskammaren förvaltar bl.a. en fond som årligen delar ut stipendier i syfte att främja handelsutbytet med Tyskland: Senator Emil Possehls stipendiefond.

## Styrelseordförande
- Jan Brockmann (2023-)
- Staffan Bohman (1999-2004, 2017-2023)
- Olof Persson (2012-2017)
- Lars G. Josefsson (2004-2012)
- Jacob Palmstierna